# Табанлыкуль
Табанлыкуль (баш. Табанлыкүл) — упразднённое село в Буздякском районе Башкирской АССР РСФСР СССР. Входила на момент упразднения в состав Буздякского сельсовета. Топоним сохранился в селе Буздяк в названии улицы Табанлыкульская, бассейна «Табанлыкуль».

## География
Располагалась у озера Табанлыкуль.

## История
Основано в начале XX века на территории Белебеевского уезда на месте одноименного высохшего озера. К середине века (30-50 гг.) стало центром Буздякского сельсовета. 
К середине 1970-х гг. присоединена к посёлку Буздяк (ныне с. Буздяк).
Мишарская деревня Табанлыкуль располагалась здесь до строительства ж.-д. линии Инза — Чишмы (1910—1912). Первоначально ветка должна была пройти севернее, через с. Буздяк (сейчас Старый Буздяк), однако группа депутатов Госдумы третьего созыва, прежде всего Гайса Еникеев, добились изменения проекта. В результате ветка пролегла на 4 км южнее, через высохшее озеро Табанлыкуль и далее вблизи родового села Еникеевых Каргалы. Возникшая на месте Табанлыкуля станция получила имя Буздяк. Старинная двухъярусная водонапорная башня находящаяся на территории ж/д путей в Буздяке была построена примерно в это же время.
К середине двадцатых годов постепенно из обихода уходит название «Табанлыкуль», он получает современное название Буздяк, а название одноимённой деревни начинается со слов «Старый». В 1925 году группа крестьян во главе с Кутуевым обращается с просьбой о создании товарищества по совместной обработке земли в северной части Табанлыкуля — этим было положено начало Верхнему Буздяку.

## Население
В 1917 в 78 дворах проживали 527 человек; в 1920 - 774. С 1939 года население учитывалось вместе с пос. Буздяк.